# Maite Blasco
Pour les articles homonymes, voir Blasco.
Maite Blasco, née le 3 décembre 1938 à Madrid, est une actrice espagnole. Elle a parfois utilisé le pseudonyme de Margaret Grayson.

## Biographie
Outre sa participation aux premiers western spaghetti, Maite Blasco a beaucoup tourné dans des séries télévisées espagnoles.

## Filmographie

### Cinéma
- 1959 : La vida alrededor : Periodista
- 1960 : Don Lucio y el hermano Pío
- 1960 : Hay alguien detrás de la puerta : Luisa
- 1960 : Navidades en junio : Luisa
- 1960 : Sólo para hombres
- 1961 : Siempre es domingo : Gloria - prima de Carlota
- 1962 : Accidente 703 : Maribel
- 1962 : El hombre del expreso de Oriente
- 1962 : Historia de una noche : Dorita
- 1963 : Las gemelas
- 1964 : Alféreces provisionales : Almudena (en tant que Mayte Blasco)
- 1964 : Pour un whisky de plus : Eva
- 1976 : La querida : Clara (en tant que Mayte Blasco)
- 1977 : Nunca es tarde : María Jesús
- 1980 : El hombre de moda : Berta
- 1980 : Gary Cooper, que estás en los cielos : Sonia Ortega
- 1981 : El crack : Merche
- 1984 : La noche más hermosa
- 1987 : La guerra de los locos : Hermana Matilde
- 1991 : Todo por la pasta : Asunción
- 1994 : Los peores años de nuestra vida : Madre
- 1995 : Una casa en las afueras : Madre Superiora
- 1996 : Le Chien du jardinier : Anarda
- 1996 : Taxi de nuit : Mari
- 1997 : Routes secondaires : Tía Elvira (en tant que Mayte Blasco)
- 1998 : El conductor : Madre
- 1999 : Raisons de vivre : Carmen
- 2001 : Dama de Porto Pim : Madame Perrin
- 2004 : Piégés : Tía Luisa
- 2007 : Las 13 rosas : Juana
- 2010 : Planes para mañana : Madre Inés
- 2010 : Vidas pequeñas

### Courts-métrages
- 1986 : La fiesta
- 2003 : La agonía
- 2003 : Usar y tirar
- 2010 : Up to You

### Télévision

#### Séries télévisées
- 1961 : Mujeres solas : Laura
- 1961-1962 : Chicas en la ciudad
- 1963 : El hombre, ese desconocido
- 1963 : Gran teatro
- 1963 : Rosi y los demás
- 1963-1964 : Primera fila : Mary / Sofia Egorovona / Alejandra / ...
- 1964 : Confidencias : Feli
- 1964 : Historias de mi barrio
- 1964 : Tengo un libro en las manos : Margarita
- 1964 : Tras la puerta cerrada
- 1964-1978 : Novela : Anne / Eugenia Grandet / Sra. Marelle / ...
- 1966 : La pequeña comedia
- 1967-1970 : Teatro de siempre
- 1969-1981 : Estudio 1 : Dorotea / Doña Ana / Adela / ...
- 1970 : Las tentaciones : Fernanda
- 1970 : Los tres mosqueteros : Constance (1971)
- 1970 : Pequeño estudio
- 1970 : Páginas sueltas
- 1971 : Visto para sentencia
- 1972 : Las doce caras de Eva : Teresa
- 1972-1974 : Ficciones : Sally
- 1974 : Telecomedia
- 1975 : El teatro : Carmen
- 1977 : Curro Jiménez
- 1977 : Teatro estudio
- 1980 : Fortunata y Jacinta : Benigna Arnáiz
- 1984 : La comedia : Angela Forrester
- 1984 : Teatro
- 1987 : Recuerda cuándo
- 1989 : Primera función
- 1990 : Brigada central : Madre de Toñi
- 1991 : La huella del crimen 2 : Rufina Castro
- 1992 : Crónicas del mal
- 1992 : Crónicas urbanas
- 1994 : Serie negra
- 1994-1995 : Los ladrones van a la oficina
- 1994-1995 : Prêt-à-porter : Elena
- 1997 : Pasen y vean
- 1997 : Turno de oficio: Diez años después : Carmen Rubio
- 1998 : A las once en casa
- 2003 : Ana y los 7
- 2004 : El inquilino
- 2004 : La sopa boba : Leonor
- 2005-2007 : Hospital Central : Asunción / Amparo
- 2006 : El comisario
- 2009 : Doctor Mateo : Amparo
- 2009-2010 : Amar en tiempos revueltos : Lourdes Ariza
- 2010 : Las chicas de oro
- 2014 : El Rey

#### Téléfilms
- 2005 : Viure de mentides : Clienta Taxi